# Bernard Ramanantsoa
Pour les articles homonymes, voir Ramanantsoa.
 (février 2012).
Si vous disposez d'ouvrages ou d'articles de référence ou si vous connaissez des sites web de qualité traitant du thème abordé ici, merci de compléter l'article en donnant les références utiles à sa vérifiabilité et en les liant à la section « Notes et références ».
Bernard Ramanantsoa, né le 26 novembre 1948 à Mulhouse, est un enseignant français, directeur général du groupe HEC Paris de 1995 à 2015.

## Biographie
Fils d'un père malgache et d'une mère française, il est le neveu du général Gabriel Ramanantsoa, président de la République malgache entre 1972 et 1975.
Bernard Ramanantsoa effectue ses études en France. Après ses classes préparatoires scientifiques au lycée privé Sainte-Geneviève, il intègre Supaéro (major de promotion option « Propulsion » 1971). Il effectue ensuite en 1976 son MBA à HEC Paris, programme appelé ISA à l'époque, et sort major de sa promotion. Il cumule les diplômes universitaires en obtenant en 1987 un DEA de sociologie, en 1991 un doctorat en sciences de gestion (université Paris-Dauphine) et en 1993 un DEA d'histoire de la philosophie (à l'université Paris 1 Panthéon-Sorbonne - UFR de philosophie).
Parallèlement à ce cursus universitaire, il entre en 1979 dans le groupe HEC Paris comme professeur permanent, après plusieurs années effectuées en tant que professeur vacataire.
Surnommé « Rama » par les étudiants, il a su faire prendre le virage de l'international au groupe HEC à partir de son accession à la direction générale du groupe HEC Paris en 1995. Il est élu directeur du Programme Communauté des écoles de management supérieur (CEMS) à l'automne 2006.
Du 3 au 6 juin 2010, il est présent à la conférence de Bilderberg, à Sitges en Espagne. Il est également administrateur du think tank européen EuropaNova.
Ses deux enfants, dont Marc Ramanantsoa, sont diplômés de HEC Paris.
En 2015, il abandonne la direction de HEC où lui succède le Canadien Peter Todd.
En juin 2016, il est nommé membre du conseil d'administration d'Orange SA, pour un mandat de quatre ans, à la place de Claudie Haigneré et président du comité d'audit en décembre de la même année.

## Publications
- Confiance et défiance dans les organisations, avec Roland Reitter, Paris, Éditions Economica, 2012, 151 p.  (ISBN 978-2-7178-6151-8)
- Apprendre à oser : au XXIe siècle, le business fait l'histoire, Paris, Albin Michel, coll. « Documents », 2015, 200 p.  (ISBN 978-2-226-31915-9)